# Eupeodes corollae
Eupeodes corollae es una especie europea muy común de moscas  sírfidas. Los adultos son de 6 a 11 milímetros de longitud. Los machos y las hembras tienen diferentes diseños en el abdomen; los machos tienen bandas cuadradas en los terguitos 3 y 4, mientras que las hembras tienen bandas estrechas. Las larvas se alimentan de áfidos. Esta especie ha sido utilizada experimentalmente en invernaderos como método de control de pulgones y para controlar cochinillas (cocoideos) y áfidos en plantaciones de frutales. Se descubrió que acababan comiendo más fruta que áfidos.
E. corollae se encuentra en Europa, Asia y el norte de África. Los adultos son a menudo migratorios.